# آماگاساکی، هیوگو
آماگاساکی در استان هیوگو در کشور ژاپن واقع شده است که دارای جمعیت ۴۶۱٬۲۰۲ نفر و مساحت ۴۹٫۷۷ کیلومتر مربع با تراکم جمعیت ۹٬۲۶۷ نفر در کیلومترمربع است و در تاریخ ۱ آوریل ۱۹۱۶ به عنوان شهر شناخته شد.